# Tadeusz Peiper
Tadeusz Peiper, poljski pesnik, literarni kritik, teoretik, esejist, založnik in urednik. * 3. maj 1891 Podgórze, Poljska, † 10. november 1969, Varšava.
Bil je urednik časopisa Zwrotnica (železniška kretnica), avtor romanov, dnevnikov, pesmi, drame in programa pesniške skupine Awangarda Krakowska.

## Življenje
Bil je sin pravnika Abrahama Markusa in Sare, rojen v mestu Podgórze, ki je danes eno izmed okrožij Krakova. Med letoma 1914 in 1920 je bival v Španiji, kjer je bil del tamkajšnjega literarno-umetniškega življenja. Leta 1921 se je vrnil  na Poljsko in v Krakovu ustanovil revijo Zwrotnica, ki je izhajala med leti 1922–1923 in 1926–1927 ter je povezovala mlade pesnike v skupino Awangarda Krakowska (Julian Przyboś, Jan Brzękowski, Jalu Kurek). Pesniški program je Peiper opredelil s skicami: 1925 – Nowe usta, 1930 – Tędy. Pesnikov trud je Peiper primerjal s trudom obrtnika in poudarjal, da bi moralo tako kot v proizvodnji tudi v poeziji biti vse načrtovano. Simbole sodobnosti je definiral kot: miasto, masa, maszyna (mesto, masa, mašina/stroj), okrajšava 3xM pa je postala geslo skupine Awangarda Krakowska. Njegova teorija poezije je zavračala melodičnost pesmi, silabični verzni sistem, dopuščala je prosti verz. Peiper je, podobno kot futuristi, odstopal od tradicionalne poezije, po njegovem mnenju spopadanje z resničnostjo ni moglo potekati po starih vzorcih. Bil je navdušen nad modernostjo, dojemanjem njene spontanosti, ki jo je težko ukrotiti, in njenim potencialom za razgradnjo in razpad. Zagovarjal je zapleten jezik poezije, ker pesnik ne more dobesedno ubesediti  stanja in čustev, tako kot to lahko naredi proza; podpiral je miselne bližnjice in besedila brez »besedne vate« s prepričanjem, da se mora poezija osvoboditi izpod vpliva tradicionalne lirske pesmi. V Peiperjevem pesniškem konceptu so opazna protislovja, kar je del pesnikov krakovske avantgarde odvrnilo od njegove poetike. 
Peiperja so pogosto označili kot »racionalista«, kar pa ga je postavilo na posebno mesto v zvezi s tradicijo in zgodovino. Nasprotoval je romantični paradigmi s potencialom razuma. Podpiral je uporabo misli, tako da je povezal kreativnost z občutljivostjo, čustvi in domišljijo. 
Po izbruhu druge svetovne vojne se je preselil v Lvov. Tam je sodeloval z Aleksandrom Watom. Leta 1940 ga je aretiral NKVD. Zaprt je bil do leta 1941. Leta 1943 se je pridružil zvezi poljskih patriotov (ZPP), leto kasneje pa se je vrnil na Poljsko. Po vojni ni več veliko ustvarjal, zaradi izpostavljenosti vojni je postal nezaupljiv in sumničav in se je popolnoma umaknil iz svojega literarnega življenja in je ustvarjal samo še zase. 
Umrl je 10. novembra 1969 in je pokopan na vojaškem pokopališču Powązki v Varšavi. 

## Delo
V svojih delih se odmika od tradicionalne poezije, odmika se od lepot narave in se približuje mestu. Hvali človeški napredek, civilizacijo, sodobnost in njeno dinamičnost. V svojih delih izpostavlja 3xM – mesto, masa, mašina; razvoj urbanih skupkov (mesto), naraščajočo vlogo večjih skupnosti in umetniške porabe (masa) in na koncu avtomatizacijo, ki se kaže v spremembi in osebnih odnosih (mašina) – vse to je prispevalo k dejanskemu izboljšanju s pomočjo ustvarjalnosti. Z izboljšanjem družbe bi se morala ustvarjalnost izpopolniti, profesionalizirati. Za dosego tega cilja je bilo potrebno opazovati mehanizme, ki vladajo družbi. V okviru pesniškega ustvarjanja izpostavlja ideale harmonije, premišljenosti in discipline ter načelo prinašanja kaosa in svobode do reda. Poudarja pomembnost metafore in izogibanja neposrednemu izražanju; kot je zapisal, bo sodobni pisatelj namesto »žalosten sem« zapisal »nebo se je usedlo na tla kot miš na vzdihljaju«. Delo mora biti zahtevno tako za avtorja kot za bralca, včasih je lahko tudi provokacija – delo, katerega rešitev oslabi obstoječ red.